# Cyclosorus opulentus
Cyclosorus opulentus är en kärrbräkenväxtart som först beskrevs av Georg Friedrich Kaulfuss och som fick sitt nu gällande namn av Nakaike.
Cyclosorus opulentus ingår i släktet Cyclosorus och familjen Thelypteridaceae. Inga underarter finns listade i Catalogue of Life.